# Josep Fargas i Datzira
Josep Fargas i Datzira   (Castellterçol, 1821 - valor desconegut) va ser un paraire català.

## Biografia
Pertanyia a una família de comerciants i menestrals arrelada a la vila i, segons sembla, emparentada amb altres nissagues locals com ara els Capdet o els Padrós.
Dedicat a l'elaboració de la llana (activitat que havia fet, amb la comercialització de gel, de motor principal de creixement de la vila des de finals del segle xvi), casà amb Teresa Plans, llevadora en exercici, hereva del patrimoni familiar propietat del seu pare, el també menestral Pere Plans. La parella tingué dos fills, Joan Fargas i Plans (nascut el 1847) i Felicià Fargas i Plans (nascut el 1851).

## Fons
El seu fons va ingressar a l'Arxiu Nacional de Catalunya, a títol de donació, el dia 3 de juny de 2011. Inclou la seva documentació personal i familiar, en part procedent del seu sogre, Pere Plans. S'hi troba un permís d'armes, un rebut de compra de sal i comprovants del pagament de diversos impostos. També hi ha una declaració de Teresa Plans de l'exercici de llevadora, així com els expedients militars dels dos fills, Joan i Felicià Fargas i Plans, testimoni del sistema d'allistament militar vigent a la Catalunya del segle xix. El fons aplega també documentació d'herències i gestió del patrimoni des dels inicis del segle xviii, així com una acta de la insaculació dels jurats del primer Ajuntament borbònic de Castellterçol, permetent així una aproximació a diversos aspectes de la vida social i econòmica de la vila, especialment durant la segona meitat del segle xix.